# Los últimos de Filipinas
Los últimos de Filipinas és una pel·lícula espanyola dirigida per Antonio Román i estrenada en 1945. Descriu de forma dramatitzada el setge de Baler. La història parteix d'un guió radiofònic d'Enrique Llovet i d'un altre d'Enrique Alfonso Barcones i Rafael Sánchez Campoy.
En el film destaquen les interpretacions de Fernando Rey i Tony Leblanc. Nani Fernández va fer famosa la cançó Yo te diré (havanera o bolero, segons les fonts). La pel·lícula va ser rodada gairebé exclusivament a Màlaga: en el Jardí Botànic La Concepción i en una cala pròxima a Maro, Nerja.

## Sinopsi
Es narra la resistència de la guarnició espanyola del llogaret costaner de Baler, a Luzón. En l'estiu de 1898, el capità Enrique de las Morenas y Fossi i una cinquantena de soldats queden assetjats pels insurrectes a l'església de Baler. El setge dura gairebé un any, durant el qual va morir el capità i es va fer càrrec del comandament el tinent Saturnino Martín Cerezo fins a mesos després del Tractat de París, quan les Filipines van deixar de ser territori espanyol i es va posar punt final a quatre-cents anys d'història de l'Imperi Espanyol

## Repartiment
- Armando Calvo... Teniente Saturnino Martín Cerezo
- José Nieto	...	Capitán Enrique de las Morenas
- Guillermo Marín ... Doctor Rogelio Vigil
- Manolo Morán... Pedro Vila
- Juan Calvo... Cabo Olivares
- Fernando Rey... Juan Chamizo
- Manuel Kayser ... Fray Cándido
- Carlos Muñoz ... Santamaría
- José Miguel Rupert ... Moisés
- Pablo Álvarez Rubio ... Herrero, el desertor
- Nani Fernández... Tala
- Emilio Ruiz de Córdoba ... El Correo
- César Guzmán ... Jesús García Quijano
- Alfonso de Horna ... Marquiado
- Manuel Arbó ... Gómez Ortiz

## Premis
Primera edició de les Medalles del Cercle d'Escriptors Cinematogràfics
| Categoria              | Nominats          | Resultat   |
| ---------------------- | ----------------- | ---------- |
| Millor pel·lícula      | Millor pel·lícula | Guanyadora |
| Millor director        | Antonio Román     | Guanyador  |
| Millor actor principal | Armando Calvo     | Guanyador  |

Premis del Sindicat Nacional de l'Espectacle de 1946 (1r lloc)